# Bathyclarias filicibarbis
Bathyclarias filicibarbis är en fiskart som beskrevs av Jackson, 1959. Bathyclarias filicibarbis ingår i släktet Bathyclarias och familjen Clariidae. IUCN kategoriserar arten globalt som livskraftig. Inga underarter finns listade.